# Pereira (Colombia)
Pereira is een gemeente in en de hoofdstad van het departement Risaralda in Colombia. De gemeente heeft 421.648 inwoners (2005), maar in het grootstedelijk gebied wonen 560.000 mensen. 
Pereira is gelegen in de vallei van de rivier de Otún in de Cordillera Central. Ook de Cauca stroomt door de gemeente. De gemeente Pereira wordt omringd door hoge bergen; de Nevados (besneeuwde bergen) Nevado del Quindío, Nevado del Ruiz en Nevado de Santa Isabel. In de nabijheid van de stad ligt ook de Alto del Nudo.
De eerste bewoners van het gebied waar de huidige gemeente zich bevindt, waren de Quimbaya en Pijaos.
De stad is op 30 augustus 1863 gesticht.
Pereira is een belangrijk centrum van de koffiecultuur; het maakt deel uit van de Eje Cafetero.
De laatste jaren is er veel gedaan om het imago van de stad te verbeteren. De trots van de stad is de hangbrug die de twee delen van de stad met elkaar verbindt. Zo is er een groot winkelcentrum gebouwd op de plek waar vroeger het gevaarlijkste punt van de stad was, la antigua galería. Het plein is hier compleet gemoderniseerd en het is veranderd van een levensgevaarlijke no-goarea waar alleen drugsdealers, junks, dieven en moordenaars rondhingen in een levendig en mooi plein met het luxe winkelcentrum "Ciudad Victoria" en de grote supermarktketen "Éxito". Pereira kent veel daklozen. 

## Sport
Pereira is de thuisstad van voetbalclub Deportivo Pereira, die zijn thuiswedstrijden speelt in het Estadio Hernán Ramírez Villegas (maximumcapaciteit 36.500 toeschouwers). Het stadion werd geopend op 1 mei 1971 en was onder meer gastheer van twee wedstrijden bij de strijd om de Copa América 2001.

## Religie
De stad is de zetel van het rooms-katholieke bisdom Pereira.

## Geboren in Pereira
- César Gaviria (1947), president van Colombia
- José Fernando Santa (1970), voetballer
- Santiago Giraldo (1987), tennisser
- Cucho Hernández (1999), voetballer